# Отто Вермут
Отто Вермут (нім. Otto Wermuth; 28 липня 1920, Аален — 2011) — німецький офіцер-підводник, оберлейтенант-цур-зее крігсмаріне.

## Біографія

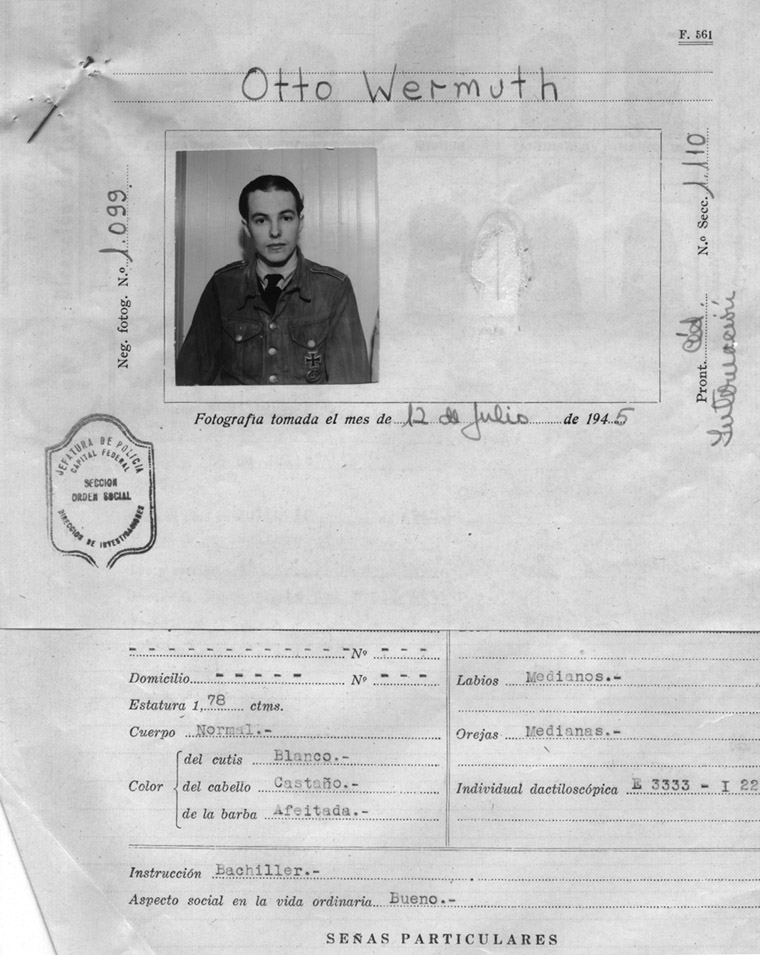
Особова справа Вермута як полоненого в Аргентині.

16 вересня 1939 року вступив на флот. В березні-квітні 1941 року служив на есмінці Z-23, після чого пройшов курс підводника. З вересня 1941 року — вахтовий офіцер підводного човна U-37. З липня 1942 року — 2-й, з червня 1943 року — 1-й вахтовий офіцер U-103, на якому здійснив 3 походи (разом понад 150 днів у морі), під час яких були потоплені 3 кораблі. В березні-липні 1944 року пройшов курс командира човна. З 10 липня по 31 серпня 1944 року — командир U-853, після чого служив в 1-му навчальному дивізіону підводних човнів.
З 14 вересня 1944 року — 1-й вахтовий офіцер, з січня 1945 року — командир U-530. 3 березня вийшов у свій перший і останній похід. 4-7 травня U-530 випустив 9 торпед по кораблях союзників біля Нью-Йорка, проте вони всі не влучили або вийшли з ладу на шляху до цілей. Коли Вермут дізнався про капітуляцію Німеччини, він вирішив плисти в Аргентину, що підтримали майже всі члени екіпажу човна. Він викинув 5 торпед, які залишились, і поплив на південь. 10 липня U-530 прибув в Аргентину і здався аргентинському флоту. Поява човна в Південній Америці дуже зацікавила пресу і журналісти створили ряд непідтверджених, але досі популярних заяв, що на борту U-530 були Адольф Гітлер, Єва Браун і Мартін Борман.

## Звання
- Кандидат в офіцери (16 вересня 1939)
- Фенріх-цур-зее (1 липня 1940)
- Оберфенріх-цур-зее (1 липня 1941)
- Лейтенант-цур-зее (1 березня 1942)
- Оберлейтенант-цур-зее (1 жовтня 1943)

## Нагороди
- Залізний хрест 2-го і 1-го класу
- Нагрудний знак підводника